# دي جان
دي جان هي قرية في مقاطعة سراب، إيران. عدد سكان هذه القرية هو 412 في سنة 2006.